# Балаклавський район
Балакла́вський райо́н (крим. Balıqlava rayonı) — міський район Севастополя. Площа району — 544,4 км², населення — 44,7 тисяч осіб. Центром району є місто-супутник Севастополя — Балаклава.
Район був утворений в 1930 році в складі Кримської АССР (з 1945 року Кримської області). В 1957 році район переданий у підпорядкування міській раді Севастополя. У тому ж році районний центр місто Балаклава, а також місто Інкерман і кілька розташованих на території району сіл були позбавлені статусу окремих населених пунктів і в адміністративному відношенні включені до складу міста Севастополя. Інкерман був в 1976 році відновлений у статусі окремого міста, а Балаклава як і раніше вважається частиною Севастополя (хоча фактично продовжує залишатися окремим містом).

## Місцевості
- Балаклава (офіційно не має статусу окремого міста)
  - Благодатне (Балаклава)
  - Кадикой (Балаклава)
- Миколаївка
- Буря
- 1-е відділення Золотої Балки
- 3-е відділення Золотої Балки
- Водоканал
- Карань
- Ласпі
- Морозівка
- Оборонне
- Первомайське
- Робітниче Селище
- Сахарна Головка
- Ушакове
- Ушаковка
- Фіолент
- Хмельницьке
- Чорноріччя
- Штурмове

До 7.09.2023 до Балаклавського району також входили 1 місто та 16 сіл, що підпорядковані одній міській та двом сільським радам (в дужках вказано назви кримською мовою), зараз передані до Бахчисарайського району Автономної Республіки Крим:
- Інкерман (крим. İnkerman)
- Орлинівська сільрада
  - Гончарне (Варнаутка, крим. Varnautka)
  - Кизилове
  - Новобобрівське (Бага, крим. Bağa)
  - Озерне
  - Орлине (Байдар, крим. Baydar)
  - Павлівка (Сахтик, крим. Sahtik)
  - Передове (Уркуста, крим. Urkusta)
  - Підгірне (Календо, крим. Kalendo)
  - Резервне (Кючюк-Мускомія, крим. Küçük Muskomiya)
  - Родниківське (Скеле, крим. Skele)
  - Розсошанка (Саватка, крим. Savatka)
  - Тилове (Хайто, крим. Hayto)
  - Узунджи (крим. Uzunca)
  - Широке (Бююк-Мускомія, крим. Büyük Muskomiya)
- Тернівська сільрада
  - Тернівка (Шулю, крим. Şülü)
  - Рідне (Упа, крим. Uppa)

## Підприємства і установи
У районі працює:

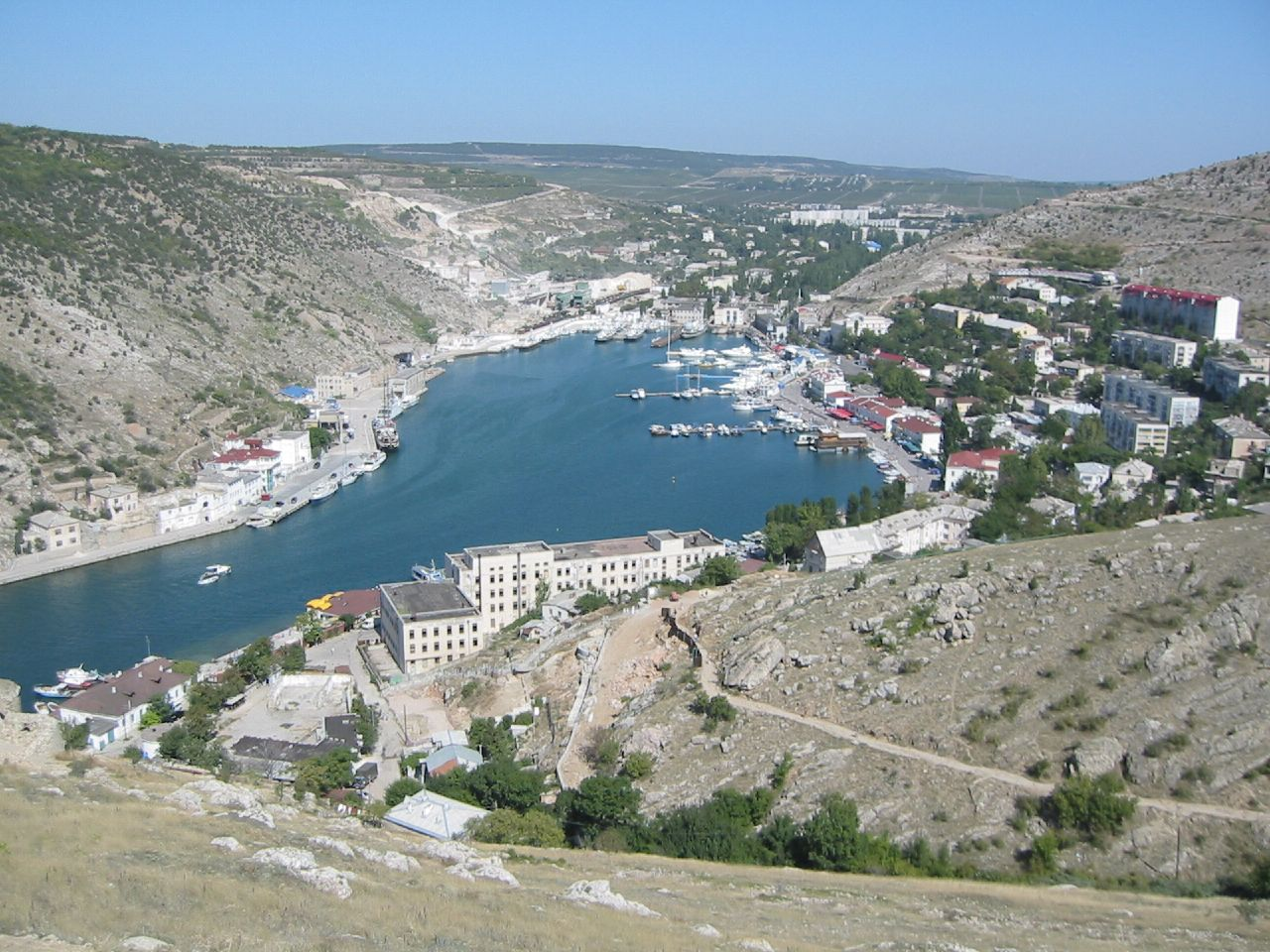
Балаклава і Балаклавська бухта

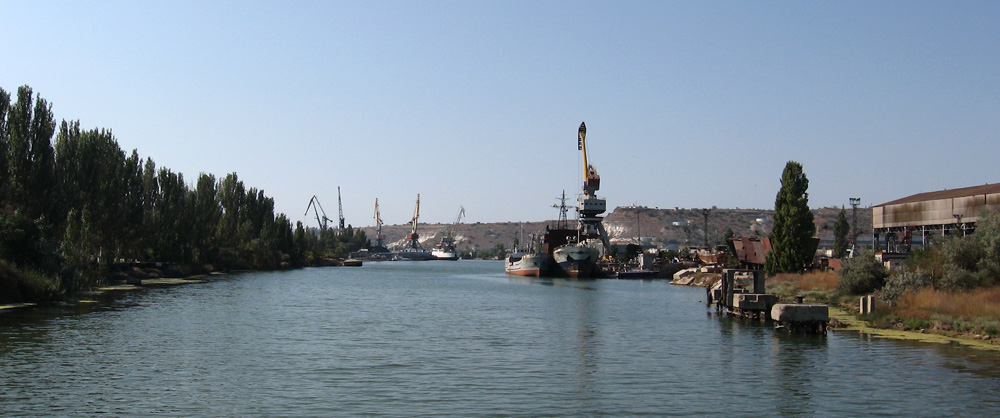
Порт в Інкермані

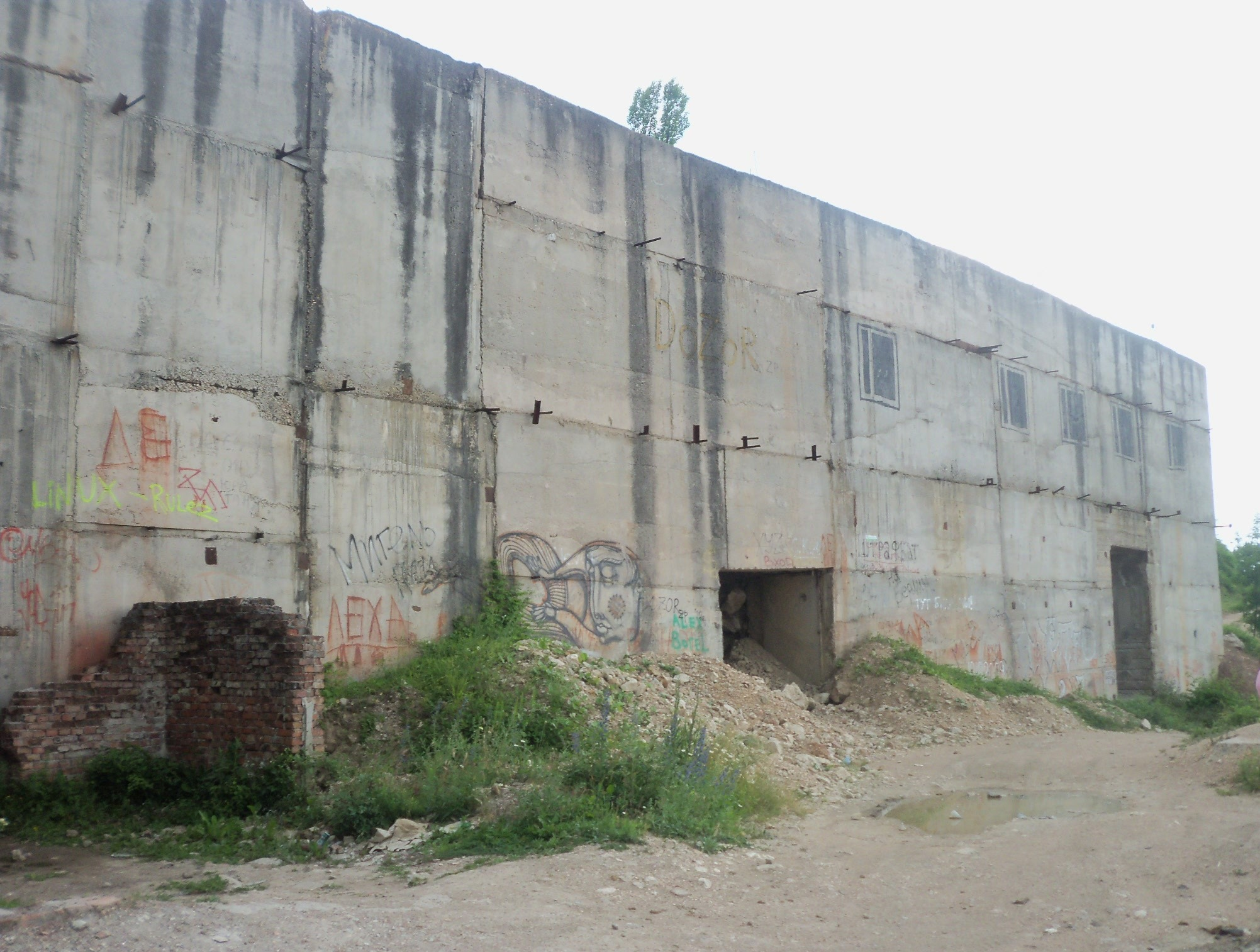
Запасний командний пункт Чорноморського флоту

- Освітні заклади: 12 шкіл, в яких навчається понад 4 тисячі учнів, 13 дитячих навчальних закладів, 1 ПТУ.
- Медичні заклади: 3 лікарні, 4 поліклініки, у тому числі 2 стоматологічних (1 — приватна), 5 фельдшерсько-акушерських пунктів.
- Культура і спорт: 18 бібліотек, 2 кінотеатри, 24 клубу, музична школа, 3 стадіони, Будинок дитячої творчості.
- Підприємства:

- - ВАТ «Балаклавське рудоуправління ім. Горького»
  - ТОВ «Інкерманський завод марочних вин»
  - ЗАТ «Інкерстром»
  - ЧП «Юкрайн — Сервіс»
  - ЗАТ «Ремстройкомплект»
  - ТОВ «Балаклавський завод майоліки»
  - Севастопольська ТЕЦ
  - ТОВ «Інкермебель»
  - ТОВ Агрофірма «Золота Балка»
  - СВАТ «Севастопольський»

## Туристичні об'єкти і пам'ятки
- Балаклавська бухта
- філія Центрального музею Збройних Сил України,
- фортеця «Чембало»
- Державний ландшафтний заказник «Мис Айя»
- Запасний командний пункт Чорноморського флоту («Об'єкт 221»)
- Підземна база підводних човнів («Об'єкт 825ГТС»)